# Pharsman el Valent

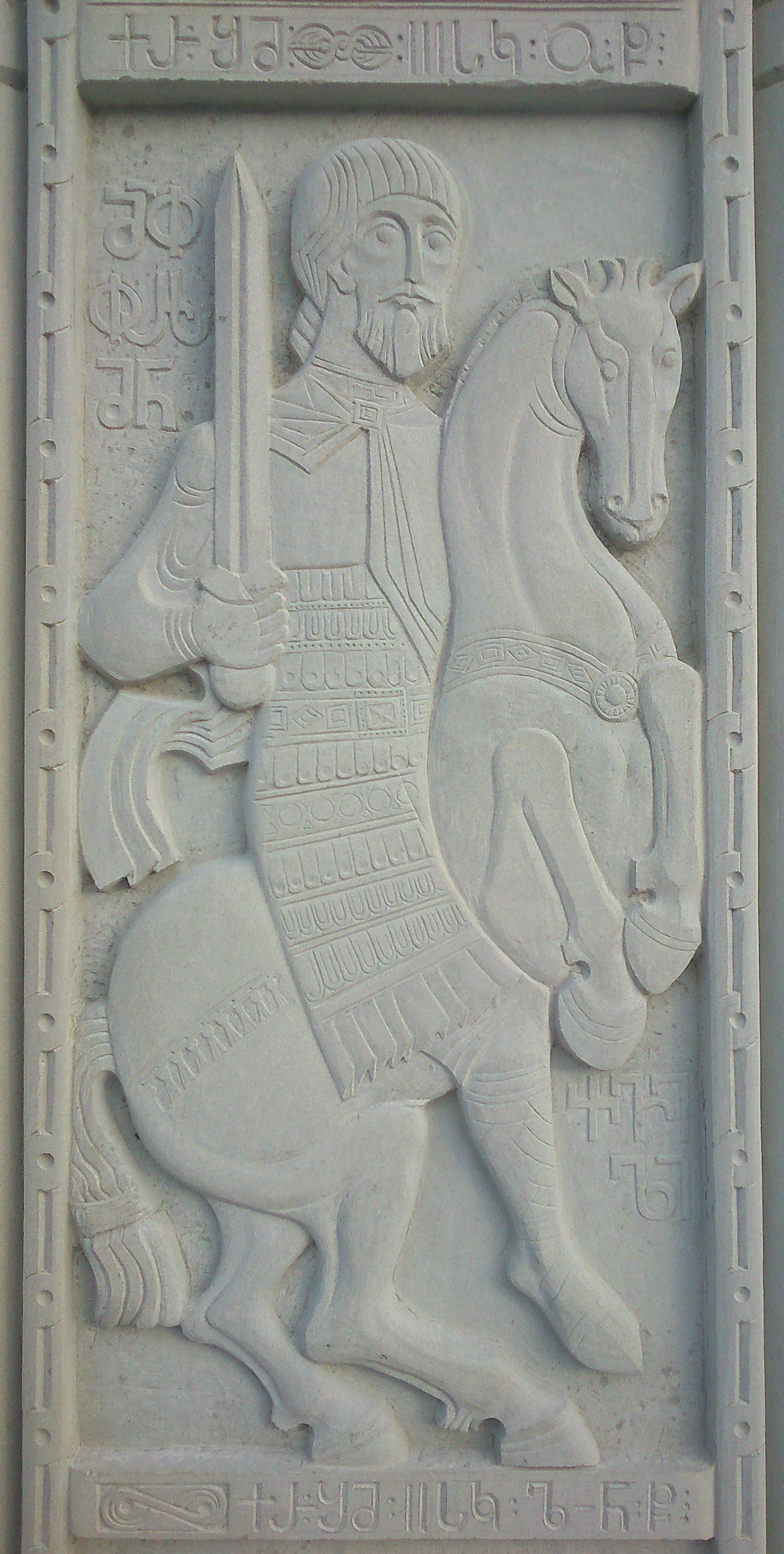
Pharsman el Valent

Pharsman II el Valent (georgià: ფარსმან II ქველი) o Farasmanes II Kvéli (el Bo o el Benfactor) fou rei d'Ibèria de l'any 116 al 142, encara que la cronologia dels reis d'Ibèria no està ben establerta i les fonts es contradiuen. Durant el seu regnat, el seu país va ser client de Roma, va tenir relacions tibants amb l'emperador Hadrià i més cordials amb Antoní Pius, al qual visità i el rebé amb honors. A finals del seu regnat, va haver una guerra amb ibers procedents d'Armènia. Fou succeït pel seu fill.

## Identificació
Segons Leonti Mroveli, historiador georgià del segle xii, era el fill i successor d'Hamazasp I vers el 114, però altres historiadors entre els quals el destacat genealogista Christian Setepani, el consideren fill de Mitridates I d'Ibèria. La data de la seva arribada al tron varia entre el 113 i el 116 però Setepani ho retarda al 131. La tradició georgiana diu que Mitridates rei de Mtskheta, s'hauria casat amb una princesa dels parts, el que va molestar al seu parent Pharsman que regnava al sud del regne i al nord del riu Mtkvari, amb seu a Armazi. Per evitar una guerra civil al país, Mitridates va decidir matar Pharsman en un banquet, de manera discreta. Però aquest va endevinar o va saber el complot i va declarar la guerra a Mitridates I, que fou derrotat i es va haver de refugiar a la cort de Pàrtia. El rei d'Armazi va posar al tron de Mtskheta al seu spaspet Farnabaz, que va igualar a Pharsman en la seva activitat guerrera. La crònica explica després el final del rei Pharsman com veurem més avall.

## Regnat
Al començament del seu regnat va quedar sotmès (o havia estat sotmès poc temps abans) el principat tribal dels Zidrites, una tribu georgiana les terres de la qual eren territori imperial romà encara que es governaven amb autonomia. Les terres del zidrits separaven els territoris romans del Pont (on vivien altres tribus georgianes semiautònomes com els makhelons i els khalibes) de la regió de la Còlquida, que era també territori romà sense autonomia, formant tot en conjunt la província que s'anomenava del Pont Polemoníac que ara quedava copada en dues parts. El rei d'Ibèria era considerat client de Roma, que era qui li donava les insígnies reials, però actuava amb força autonomia. Des del començament del seu regnant les relacions amb l'emperador Hadrià foren dolentes. Hadrià va cridar als reis clients a una reunió a l'Àsia Menor i el rei d'Ibèria va refusar d'assistir-hi, i tampoc hi va assistir el rei d'Albània. L'emperador, per assegurar-se la seva lleialtat li va enviar regals magnífics i 50 elefants però Pharsman es va limitar a tornar-li el gest amb altres regals que van ofendre a Hadrià .
Per aquests anys Pharsman va posar un governador en territori de l'Arghuètia, que abans reconeixia el domini romà. El 134, amb la intenció d'ocupar més territoris, va contractar una partida d'alans per fer una incursió a la Còlquida que debilités el poder romà a la zona. El 136 el rei d'Armènia, Vologès I (118-?) va enviar una ambaixada a Roma per queixar-se de la inactivitat de Pharsman en contra dels alans que feien freqüents devastacions al sud del Caucas, a Armènia, Mèdia i fins a Capadòcia.
El 138 el nou emperador romà Antoní Pius va canviar de política, i va reconèixer les incorporacions de territori de Pharsman. Després el va invitar a Roma i la visita del rei i la seva muller va constituir un afer diplomàtic de gran importància: l'emperador li va obrir els seus dominis, va organitzar una gran festa en el seu honor, i li va permetre de fer sacrificis al Capitoli, però Pharsman no es va deixar impressionar; l'emperador va assistir a un entrenament del rei i els seus guerrers i altres nobles, que mostrava la importància de l'art militar iber i l'emperador va fer aixecar una estàtua eqüestre del rei al temple de Bel·lona en honor de la valentia de Pharsman i dels seus guerrers.

## Mort i successió
Va morir poc temps després, potser cap a l'any 142, sembla que d'una greu malaltia que el va afectar durant la seva tornada des de Roma a Ibèria. La data de la mort se situa entre el 132 i el 142, sent la primera difícil  i més probable la darrera. La crònica georgiana en canvi explica que Mitridates I d'Ibèria, exiliat a Pàrtia, va retornar amb un exèrcit part i va aconseguir fer assassinar Pharsman II, recuperant el tron; la família de Pharsman es va refugiar a Armènia. Mitridates I, ja en el tron altre cop, es va aliar als pobles del Caucas, preparant una guerra imminent, que efectivament va esclatar: amb el suport dels romans (que van enviar tropes) el rei d'Armènia va envair el regne d'Ibèria, i va capturar i matar a Mitridates i va posar al tron d'una Ibèria reunificada a Radamist, fill de Pharsman II.